# Herb gminy Radecznica
Herb gminy Radecznica – symbol gminy Radecznica.

## Wygląd i symbolika
Herb przedstawia na tarczy dzielonej w pas w polu górnym błękitnym postać pół postaci św. Antoniego z Dzieciątkiem i lilią (patron miejscowej bazyliki), natomiast w polu dolnym czerwonym brązowego jelenia wspiętego w prawo, ze złotą koroną wokół szyi (nawiązanie do symbolu województwa).